# Nagyrákos
Nagyrákos is een plaats (község) en gemeente in het Hongaarse comitaat Vas. Nagyrákos telt 319 inwoners (2001).